# Carl Dalmonico
Carl Dalmonico (9. April 1850 in Wien – Februar 1923 in München) war ein österreichischer Schauspieler, Theaterregisseur, Autor und Übersetzer.

## Leben
Beeinflusst durch die Vorstellungen des Burgtheaters, entschloss er sich frühzeitig, den Bühnenberuf zu ergreifen. Er wurde von Emilie Door und Alexander Strakosch ausgebildet und betrat in Halle 1869 zum ersten Mal die Bühne. Dort blieb er drei Jahre, kam dann ans Nationaltheater nach Berlin, 1872 nach Köln, 1873 nach Weimar, 1878 nach Frankfurt am Main und 1880 nach Darmstadt, wo er ununterbrochen bis 1895 künstlerisch wirkte.
Hierauf trat er in den Verband des Landestheaters in Prag und folgte 1897 einem Ruf an das Stadttheater in Köln.
Bis 1895 war der Künstler zuerst als jugendlicher Held und Liebhaber, später im Fach der Heldenväter tätig und gehörten „Wallenstein“, „Götz“, „Zriny“, „Stauffacher“, „Miller“, „Alba“, „Talbot“ etc. gehörten zu seinen besten Darbietungen. Er galt als kluger, denkender Darsteller, der nie unfertig auf der Bühne erschien. 
Seit 1884 betätigte sich auch als Regisseur und übernahm in Prag und Köln die Funktion eines Oberregisseurs. Er erwies sich sowohl als würdiger Schüler der Meiningen als er auch der intimen Inszenierungskunst erfolgreich sein Augenmerk zuwendet, und zahllose Male legte er sowohl bei großen Ensembleszenen, Masseninszenierungen (so bei Vorführung des Shakespearezyklus), wie im intimen Konversationsstück glänzende Proben seiner Regiekunst ab. 
Dalmonico hatte sich auch durch Übersetzungen und Bearbeitungen verdienstvoll bemerkbar gemacht und schriftstellerisch betätigt. Unter anderem sei noch eine Lokalisierung von Schleichs Volksstück Die letzte Hexe, eine Einrichtung von Calderons Drama Der wundertätige Magnus etc. hervorgehoben.
1902 wirkte er in Bonn, von spätestens 1905 bis mindestens 1911 in Leipzig. Ab 1914 bis 1921 wirkte der zuletzt in München lebende Künstler in mehreren Stummfilmen mit.

## Werke (Auswahl)
- Der wundertätige Magus : dramat. Gedicht in 5 Aufz. / Calderon de la Barca. Mit Benutzg d. Griesschen Übertr. neu bearb. von Carl Dalmonico. Regie- u. Soufflierbuch, hrsg. von Carl Friedrich Wittmann

## Filmografie
- 1914: Das treue deutsche Herz
- 1917: Treue hier, Verrat dort
- 1920: Der Klosterjäger
- 1920: Der Ochsenkrieg
- 1920: Hochland
- 1921: Der Brunnen des Wahnsinns
- 1921: Der Todessturz vom Watzmann
- 1922: Die Trutze von Trutzberg